# Célestin Delmer
Henri Célestin Delmer (ur. 15 lutego 1907 r. w Villejuif, zm. 2 marca 1996 r. w Saint-Maur-des-Fossés) – francuski piłkarz grający na pozycji pomocnika.
Podczas kariery klubowej grał w takich mniej lub bardziej znanych klubach francuskich, jak Stade Olympique de l'Est, FC Mulhouse, Amiens SC, AC Roubaix, Red Star 93 oraz Charenton. W roku 1933 w barwach AC Roubaix wywalczył Puchar Francji.
W reprezentacji Francji w latach 1930–1934 rozegrał 11 meczów. Uczestniczył w mistrzostwach świata w latach 1930 i 1934.